# Partisansk
Partisansk (russisch Партизанск) ist eine Stadt in der Region Primorje (Russland) mit 33.832 Einwohnern (Stand 1. Oktober 2021).

## Geographie
Partisansk liegt an der Ostflanke eines sich bis an die Küste des Japanischen Meeres erstreckenden südlichen Ausläufers des Sichote-Alin, etwa 170 km östlich der Regionshauptstadt Wladiwostok und 50 nördlich der Hafenstadt Nachodka. Die Stadt wird von mehreren Bächen durchflossen, die wenige Kilometer weiter östlich in den Fluss Partisanskaja münden.
Die Stadt Partisansk ist der Region administrativ direkt unterstellt.
Durch Partisansk führt eine Zweigstrecke der Transsibirischen Eisenbahn, welche diese mit dem Hafen Nachodka verbindet. Ein Teil dieser Strecke entstand bereits vor 1906 als eine von Ugolnaja (bei Wladiwostok) von der Transsib abzweigende Schmalspurbahn für den Kohletransport (Spurweite zunächst 600 mm, später teilweise 750 mm). Mit wachsendem Güteraufkommen wurde die Strecke auf russische Breitspur erweitert, dabei wurde Partisansk 1935 erreicht und die Strecke zugleich bis Nachodka verlängert. Seit 1966 ist die heute zweigleisige Strecke elektrifiziert.

## Geschichte
Partisansk entstand 1896 als Bergarbeitersiedlung Sutschanski Rudnik (nach der damaligen Bezeichnung des Flusses Partisanskaja, Sutschan, und dem russischen rudnik für Bergwerk). Am 27. April 1932 wurde das Stadtrecht verliehen und der Ortsname zugleich auf Sutschan verkürzt.
1972 erfolgte im Rahmen einer Kampagne gegen geographische Bezeichnungen chinesischen Ursprungs eine erneute Umbenennung, diesmal in Partisansk (nach russisch ebenfalls partisan für Partisan).

### Bevölkerungsentwicklung
| Jahr | Einwohner |
| ---- | --------- |
| 1926 | 6.500     |
| 1939 | 36.901    |
| 1959 | 48.505    |
| 1970 | 48.345    |
| 1979 | 46.296    |
| 1989 | 49.546    |
| 2002 | 43.670    |
| 2010 | 38.659    |
| 2021 | 33.832    |

Anmerkung: Volkszählungsdaten

## Kultur und Sehenswürdigkeiten
In Partisansk gibt es ein 1978 gegründetes Museum zur Stadtgeschichte.
Die Umgebung bietet verschiedene Naturschönheiten (Felsen und Wasserfälle).

## Wirtschaft
In der Umgebung von Partisansk gibt es bedeutende Steinkohlelagerstätten, die zu Sowjetzeiten in größerem Umfang abgebaut wurden. Heute ist der ehemals stadtbildprägende Kohleabbau jedoch praktisch zum Erliegen gekommen. Daneben gibt es Betriebe der Leicht- und Lebensmittelindustrie sowie der Holzwirtschaft. Zuvor existierende Werke der chemisch-pharmazeutischen Industrie und des Gerätebaus sind ebenfalls außer Betrieb.